# Kulturkløft
En kulturkløft er et billedligt udtryk for to eller flere kulturer, der er så markant forskellige at ikke umiddelbart er forenelige og derfor skabe en barriere eller "kløft" mellem disse kulturer.